# 15252 Yoshiken
15252 Yoshiken este un asteroid din centura principală de asteroizi.

## Descriere
15252 Yoshiken este un asteroid din centura principală de asteroizi. A fost descoperit pe 20 iulie 1990 la Geisei de Tsutomu Seki. Asteroidul prezintă o orbită caracterizată de o semiaxă mare de 2,32 ua, o excentricitate de 0,13 și o înclinație de 7,5° în raport cu ecliptica.